# Ріццанезе
Ріццанезе (фр. Rizzanese корс. Rizzanesu) — річка Корсики (Франція). Довжина 44,1 км, витік знаходиться на висоті 955  метрів над рівнем моря на схилах пагорба-гори Пунта ді К'єрчітелла (Punta di Quercitella) (836 м). Впадає в Середземне море.
Протікає через комуни: Цонца, Сан-Гавіно-ді-Карбіні, Лев'є, Куенца, Альтажен, Серра-ді-Скопамен, Сорболлано, Цоца, Церубія, Сент-Люсі-де-Таллано, Ольмічча, Лорето-ді-Таллано, Карджака, Сартен, Арбеллара, Пропріано, Віджанелло і тече територією департаменту Південна Корсика та кантонами: Лев'є (Levie), Таллано-Скопамене (Tallano-Scopamène), Сартен (Sartène), Ольмето (d'Olmeto)

## Галерея

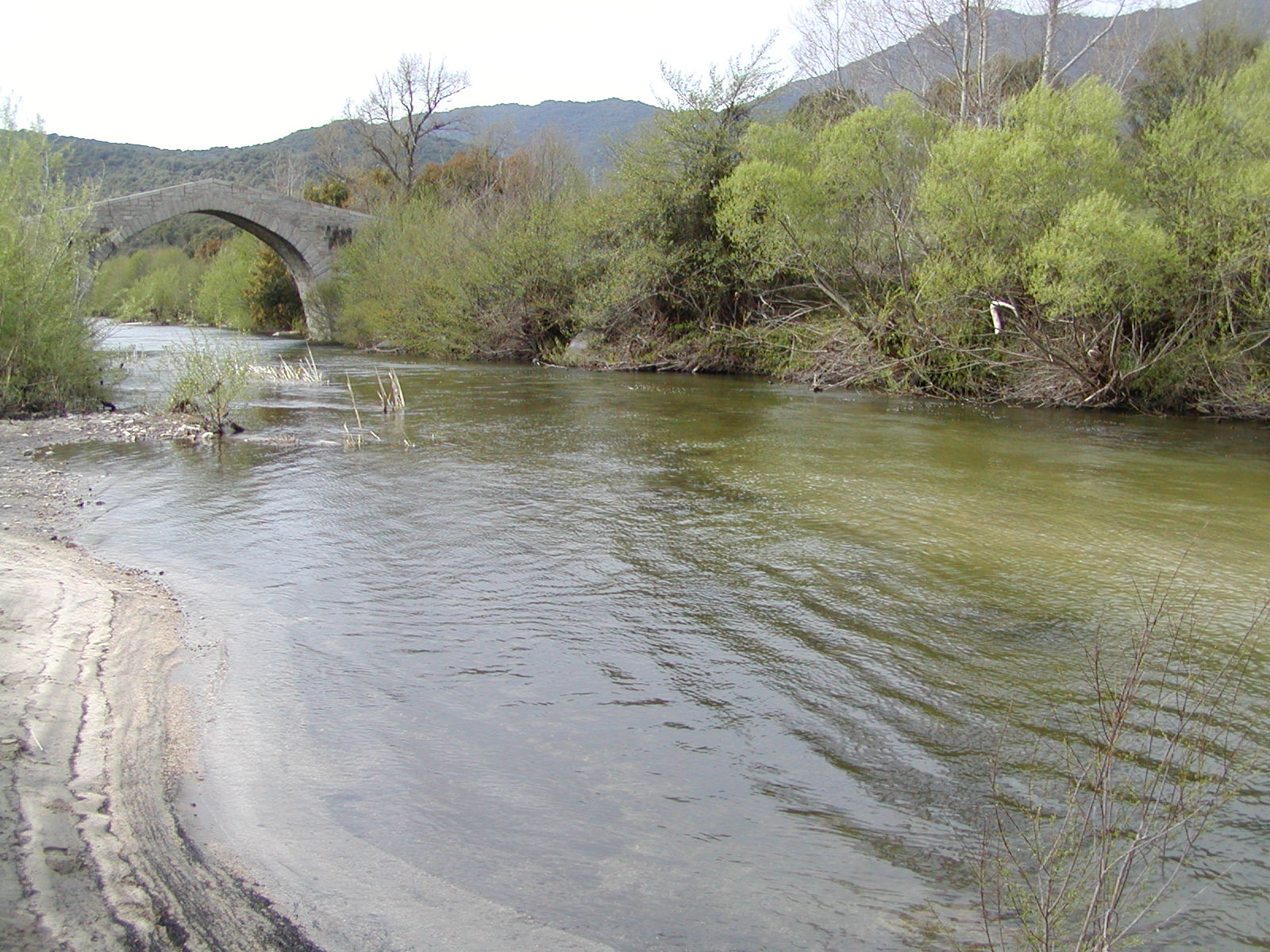
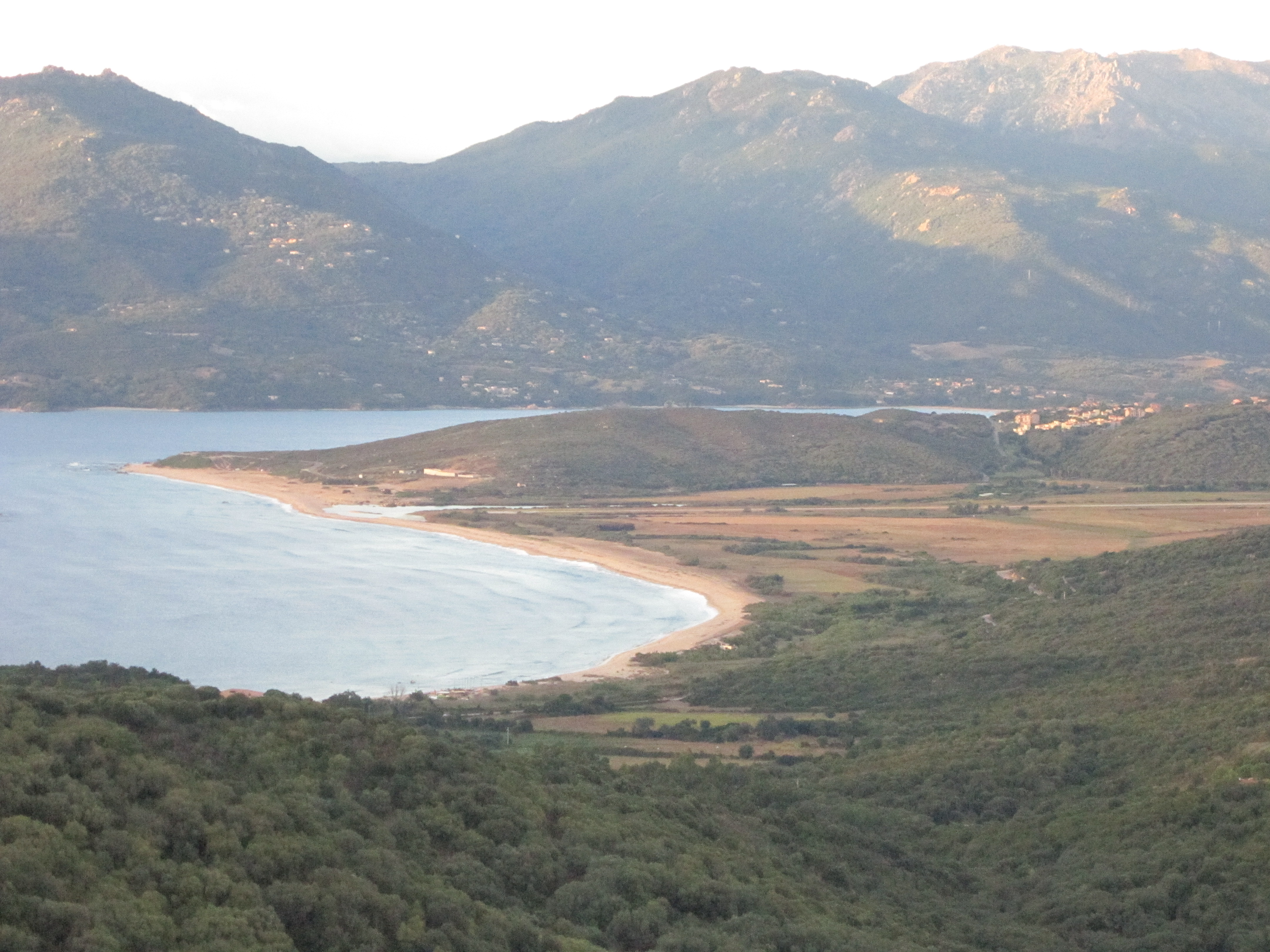